# Велзербрук
Велзербрук (нід. Velserbroek) — місто в нідерландській провінції Північна Голландія. Входить до муніципалітету Велзен.
Сплановане місто, розбудова якого почалася 1985 року. Його площа становить 3,95 км², а населення станом на 2021 рік складало 15 185 осіб.